# 中国征服计划
中国征服计划（西班牙語：Empresa de China）是西班牙帝国长期筹划的一项征服中华帝国的计划。自16世纪以来，该计划被多次提出，作为征服菲律宾后的自然延续，设想通过由西班牙人、葡萄牙人、菲律宾西属臣民及来自丰臣秀吉摄政时期的日本盟友，以及可能的大量汉族盟友组成的联军，入侵并同化明朝。
根据基督教传教士和使节的报告，中国军队被描述为松散、行政低效且易于煽动反抗，使得军事征服似乎可行，局势类似于阿兹特克帝国和印加帝国的情形，小股外来势力便可掌控局面。计划一旦成功，还将进行大规模传教和伊比利亚人与汉族人通婚的促进，期望将中国转化为推进西班牙统治和基督教在亚洲传播的力量源泉。在最理想的情况下，西班牙帝国甚至有望在奥斯曼-哈布斯堡战争中开辟东方战线。

《中国征服计划》的计划阶段图

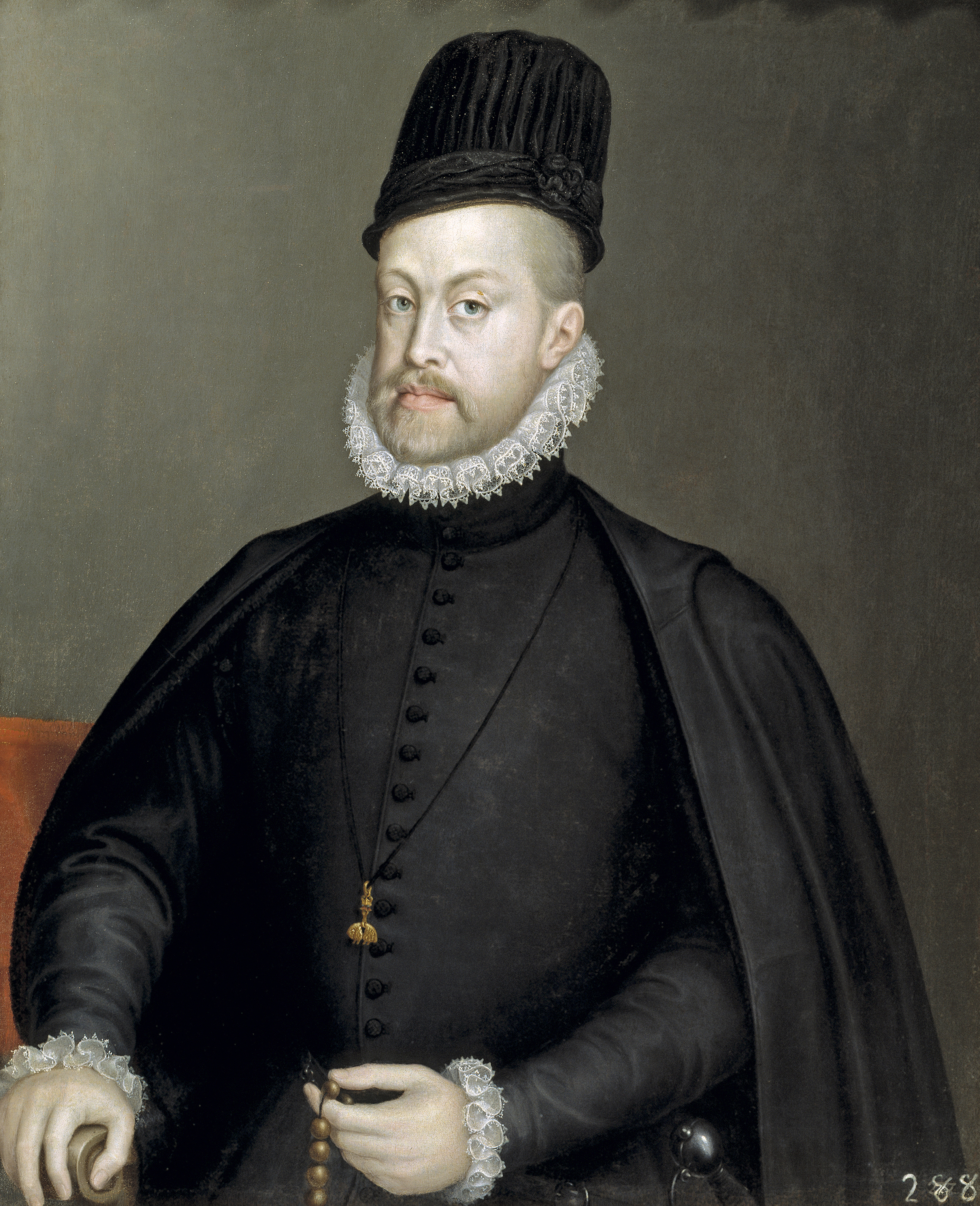
西班牙国王腓力二世，在他统治期间发展了“中国征服计划”。

该计划由西班牙哈布斯堡王朝数位重要人物提出，但主要推动力来自由阿隆索·桑切斯领导的耶稣会一派，与其他教士关于新征服是否合法的问题产生了分歧。腓力二世于1588年批准成立了正式机构“中国征服计划会议”（Junta de la Empresa de China），但同年西班牙无敌舰队的失败导致项目被搁置。稍后，征服中国的计划短暂复苏，转向通过推翻丰臣摄政并利用日本内部叛乱（可能包括德川家康的参与）来征服日本，继而借助日本军队进攻中国。

## 历史
征服中国的想法最早由征服阿兹特克帝国的埃尔南·科尔特斯于1526年提出，他向神圣罗马帝国皇帝查理五世上书，建议利用新西班牙太平洋沿岸的新港口作为出发点，征服摩鹿加群岛及中国。
然而，由于加西亚·霍夫雷·德·洛艾萨和阿尔瓦罗·德·萨维德拉·塞龙的远征失败（后者由科尔特斯派出以救援前者），查理五世放弃了太平洋计划，并在萨拉戈萨条约中将对摩鹿加群岛的权利让与葡萄牙王国。

### 初步推进
西班牙最终通过米格尔·洛佩斯·德·莱加斯皮的远征和航海家安德烈斯·德·乌尔达内塔发现的回航航线（从菲律宾返航至墨西哥）实现了跨太平洋扩张，使得新征服的菲律宾与新西班牙相连。虽然最初目的是打通亚洲香料贸易，但许多远征者刚经历过美洲征服，视菲律宾为进攻中国的跳板。

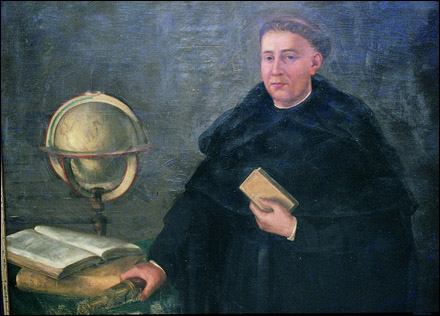
传教士兼天文学家马丁·德·拉达

1569年，新西班牙总督马丁·恩里克斯·德·阿尔曼萨收到了马丁·德·拉达的报告。拉达是首批到达中国大陆的西方使节之一，他指出，虽然中国人口稠密，但人民不善战斗，过度依赖数量与城防，因此无需大量西班牙军队即可征服。不过，拉达建议应以和平劝服和传教为主要手段。
1575年，在击退中国海盗林凤后，西班牙与明朝建立了外交关系。拉达被派往福建，试图谈判建立类似澳门的西班牙据点。尽管努力最终失败，菲律宾总督弗朗西斯科·德·桑德随后向腓力二世上书，提议进攻中国，声称只需4,000至6,000士兵即可，且中国百姓因受暴政压迫，易于煽动。但腓力二世于1577年回复称当前时机不宜，命令桑德继续与明朝维持友好关系。
次年，危地马拉审理官迭戈·加西亚·德·帕拉西奥也提出类似建议，主张通过洪都拉斯开辟从西班牙到菲律宾的军事路线，设立足够强大的驻军以控制群岛，进而征服中国。但此计划未获采纳。桑德的继任者冈萨洛·龙基略·德·佩尼亚洛萨亦重新审议了该企业计划。

### 耶稣会的影响
中国征服计划得到了来自马尼拉公会议的宗教和政治推动，特别是来自有争议的耶稣会成员及外交官阿隆索·桑切斯的支持，桑切斯于1582年访问澳门，目的是确认葡萄牙在西班牙与葡萄牙的王朝联合之后的忠诚度。桑切斯遭遇并目睹了中国当局的逮捕行动，因为他们对未被正式通知王朝联合感到愤怒。次年回国后，桑切斯坚信，只有通过军事力量，基督教才能在中国兴盛。

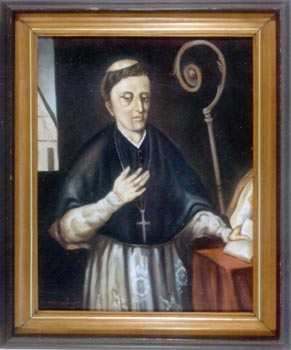
多明戈·德·萨拉萨尔，传教士及主教。

桑切斯及时参与了1583年第三次马尼拉公会议，并在会上与主教多明戈·德·萨拉萨尔和传教士安东尼奥·塞德尼奥讨论了征服中国的可能性，他们认为当地经济的困境足以推动扩张。萨拉萨尔提出了弗朗西斯科·德·维多利亚的“正义战争”理论，认为中国对基督徒的迫害足以证明一场冲突是正当的。他收集了中国当局阻碍传教活动的报告，并提供了8位西班牙和葡萄牙航海家在与中国人接触中遭遇虐待的证词。萨拉萨尔还提出了战略建议，提议通过葡萄牙耶稣会在日本的本地网络获取帮助，并在马尼拉扣押中国商船来资助初期的战争努力。然而，按照维多利亚的理论，他认为是否合法进行征服还需进一步考量。这些结论被整理成一份文件，并发送给腓力二世国王。
此外，日本耶稣会的主管弗朗西斯科·卡布拉尔指出，征服中国将带来巨大的物质和精神利益，现有的中国帝国行政体系一旦被同化，将极为宝贵。他根据自己在澳门的经验指出，中国的防御薄弱，人民容易反抗压迫他们的官员，这使得1万名伊比利亚士兵就足以完成入侵，而他通过自己在日本的耶稣会联系还可以招募2000名日本士兵。他还自荐作为间谍，为战争做准备，此外还建议利用利玛窦和鲁吉耶里的服务。卡布拉尔认为，一旦他们俘虏了万历帝，征服就会顺利完成。胡安·包蒂斯塔·罗曼也相信可以召集7000名日本基督徒战士。

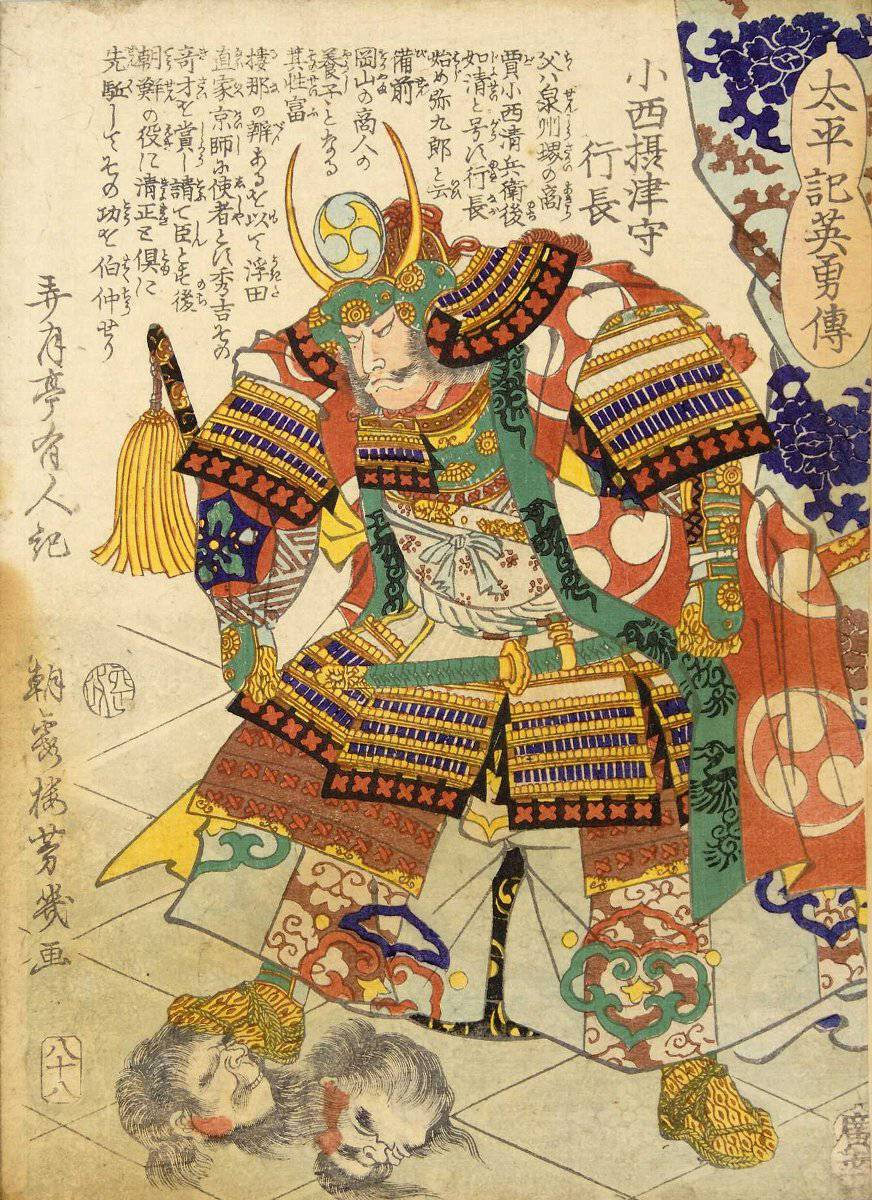
小西行长，基督教大名及丰臣秀吉的大将。

随着计划的推进，1586年菲律宾的《总纪要》包括了一份桑切斯撰写的文件，标题为《特别是中国的进军》，其中详细论述了征服中国及未来被征服土地的治理。该计划的核心是由菲律宾总督领导的舰队，集结1万至1.2万名伊比利亚士兵，6000名维萨扬人，以及5000名在长崎招募的日本士兵，得到了耶稣会成员的协助，因他们对当地的熟悉，并准备了20万比索用于战略性贿赂中国官员并雇佣雇佣兵。进攻将分为两路，一支通过福建入侵，中国的其他地区则由葡萄牙通过广东入侵。利玛窦和鲁吉耶里将被召回，为与中国当局的谈判和咨询提供帮助，并依据维多利亚政策，采取避免不必要暴力和保护民众的措施。
一旦中国被纳入西班牙的控制，接下来的步骤是进行基督教化，建立恩科米恩达制度和贵族财产，并建立基督教基础设施，如医院、大学和修道院，同时推动混血计划，促进伊比利亚征服者与中国女性的跨种族婚姻。成功将是西班牙普世君主制的重大进步，因为西班牙的中国将成为扩展对东南亚和印度洋控制的宝贵基地，提供力量去征服和基督教化交趾支那、暹罗、高棉、印度、婆罗洲、苏门答腊、摩鹿加群岛等地区，甚至有可能通过争取地方盟友对抗奥斯曼帝国并开辟东方战线。
1587年，马尼拉开始为战争做准备，在塞德尼奥的监督下修建防御工事，并储备武器和物资。同年，恰逢来自平户的日本代表团由小西行长指挥，这位基督教大名及丰臣秀吉的海军大将，向西班牙提供6000名附庸，并表示“所有西班牙要求的人民和士兵”，愿意协助任何针对中国、婆罗洲、暹罗或摩鹿加群岛的入侵行动。

### 商讨与放弃

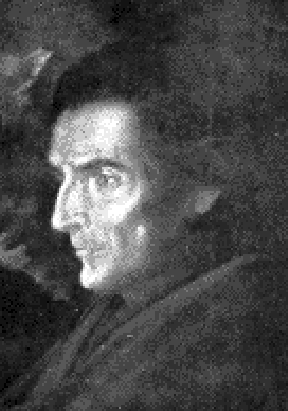
何塞·德·阿科斯塔，神学家与人类学家。

然而，桑切斯和萨拉萨尔的计划遭到了另一股耶稣会派别的反对，该派别由亚历山德罗·瓦利尼亚诺和耶稣会总会长克劳迪奥·阿夸维瓦领导，他们认为中国征服计划是对基督教传播和平传教原则的无理侵犯。 葡萄牙耶稣会成员也将其视为对葡萄牙王国经济利益的威胁。 1586年6月，桑切斯启程前往西班牙，目的是向腓力二世报告菲律宾的状况，并秘密推动中国征服计划的实施。阿夸维瓦指派著名的神学家和历史学家何塞·德·阿科斯塔负责监督桑切斯的行动，命令他反驳桑切斯的哲学基础。阿科斯塔撰写了一整部论著，利用弗朗西斯科·德·维多利亚的理论批评入侵中国的正当性。这些反对意见，加上桑切斯在新西班牙的行动——他在阻止多明我会传教士前往中国，以免他们妨碍战争努力——最终使得他与萨拉萨尔之间产生了裂痕。
1587年12月，桑切斯终于有机会与腓力二世会面，尽管阿科斯塔在场，他还是成功地将自己的文件副本交给了国王。他的愿望最终得以实现，并且一旦西班牙无敌舰队的准备工作允许，腓力二世于1588年3月批准成立了一个官方的“中国征服计划委员会”（Junta para la Empresa de China）。该委员会由印度事务委员会主席赫尔南多·德·维加·伊·丰塞卡、总司令阿隆索·德·巴尔加斯、海军上将胡安·德·卡尔多纳·伊·雷克韦森、皇家秘书胡安·德·伊迪亚凯兹·伊·奥拉萨瓦尔和克里斯托瓦尔·德·莫拉、宗教裁判官佩德罗·莫亚以及四名卡斯蒂利亚战争委员会成员组成。然而，委员会的进展被1588年8月西班牙无敌舰队失败的消息中断，且来自多明我会和方济会的新一轮抗议进一步增加了对该计划的反对，这些团体认为该项目危及到他们的工作。最终，王室对中国征服计划的兴趣完全消退。
菲律宾的新总督戈麦斯·佩雷斯·达斯·马里尼亚斯是根据桑切斯的建议选出的，但他接到了明确的命令，要求避免与中国发生军事冲突。相反，他卷入了与丰臣政权的外交紧张局势中，丰臣似乎要求菲律宾向其效忠，以支持其对朝鲜的入侵，并且当地的间谍认为丰臣有意在拒绝的情况下入侵菲律宾。虽然这一转折最终没有发生，但在胡安·科博的使节团期间，达斯·马里尼亚斯被建议与中国结盟对抗日本，而不是反过来。